# 横浜市営地下鉄グリーンライン
グリーンラインは、神奈川県横浜市緑区の中山駅から同市港北区の日吉駅までの13.1 km（地下区間10.7 km、地上区間2.4 km）を結ぶ横浜市営地下鉄（横浜市交通局）の鉄道路線である。丘陵を通ることからグリーンラインと呼ばれている。正式名称は「横浜市高速鉄道4号線」。都市計画法に基づく都市高速鉄道としての名称は、「横浜国際港都建設計画都市高速鉄道第5号市営地下鉄4号線」である。駅ナンバリングで使われる路線記号はG。
2008年3月30日に開業した。

## 概要
本路線は「横浜環状鉄道」の一部である（全体像については後節を参照）。2001年1月30日に着工され、2008年3月30日に開業した。車両は鉄輪式リニアモーター駆動方式が導入され、最高速度は80 km/hでリニア式地下鉄では最高速度となったが、営業運転時の最高速度は75 km/hである。またリニア式地下鉄の営業区間としては初の地上区間もある（非営業区間としては福岡市地下鉄七隈線の車両基地が地上にある）。中山駅から川和町駅へ登る区間に本路線では最も急な58 ‰の勾配がある。
当初は2007年中に全線開業の予定だったが、日吉 - 日吉本町間の一部計画地の地権者の同意が得られなかった。一時は部分開業なども検討されたが、土地収用法に基づく裁決申請が2004年12月に行われた。その後2006年11月16日に申請通り裁決され、同年12月13日付で横浜市交通局は2008年3月末に全線開業を目指すと発表した（その後、2008年1月8日に、正式な開業日を同年3月30日とすることを発表した）。
各駅には、ホームドアやエスカレータおよび大型のエレベーターが設置されたほか、新たに休憩スペースが設置された。また、ステーションカラーは、各駅個別に設定され、駅の壁にはステーションカラーが電光帯2線に入った灰色ボート（ラインカラー）が設置されている。これは、電車が接近すると破線になり進行方向に流れるものであるが、機器の諸問題が解決しないことから、2011年以降使用を停止している。その後、6両化工事に合わせて電光帯が撤去されステーションカラーの入ったパネルが設置されている。
グリーンラインには開業日から9月30日までの平日の14時から17時（当初予定）に、全国で初めて車内に「スマイルマナー向上員」が配備された。これは横浜市営地下鉄が導入している全席優先席で譲るマナーが、車内の自動放送だけでは促進されないため、車内にいる利用客に席を譲ってくれるよう向上員が声をかけ、モラルやマナーをさらに浸透させる狙いがある。また、現在は客とのトラブルを避けるために、同時に警備員も配備されている。
開業時からPASMOに対応しているが、パスネット・マリンカードについてはブルーラインと接続するセンター南駅・センター北駅を除き自動改札機・券売機・精算機では対応をせず、窓口精算のみの対応であった。駅業務は、センター北、日吉駅を除いた7駅は横浜市交通局協力会に委託している。
本路線は、JR東日本横浜線の中山駅と東急電鉄東横線・目黒線・東急新横浜線の日吉駅を港北ニュータウンを経由して結ぶものである。横浜線の多摩地域方面と横浜市都筑区の港北ニュータウンへの移動経路を確立したほか、本路線開業前まで東急田園都市線経由で港北ニュータウンから都心方面へ通勤していた通勤客の一部が東横線や日吉駅始発（グリーンライン開業当時）である目黒線に転移し、田園都市線の混雑緩和に繋がった。
開業後1か月間は事前の需要予測の1日平均104,000人（当初の予測は1日平均13万7,000人）を大幅に下回る1日平均53,129人であったが、その後の港北ニュータウンへの人口集積と商業施設や企業立地による就業人口の増加に伴い、1日当たりの乗車人員は、2018年度はほぼ当初予測通りの148,262人となり、COVID-19の流行の影響による一時的な減少を除き、ほぼ一貫して増加傾向である。
また、都市計画道路の整備が遅れている横浜市において渋滞等により定時性維持が困難になりつつあるバスに変わる代替輸送機関として環境負荷を下げる効果をもたらしたともいえる。
2022年度より、2020年8月現在運行されている17編成のうち、10編成を順次6両化することが公表された。2022年9月24日より6両運行を開始した。

### 路線データ
- 路線距離（営業キロ）：13.0 km（建設キロは13.1 km）
- 軌間：1,435mm
- 駅数（起終点駅を含む）：10
- 複線区間：全線
- 電化区間：全線（直流1,500 V架空電車線方式）
- 地上区間：川和町駅付近、都筑ふれあいの丘駅付近[注 5]、センター南 - センター北間
- 保安装置：HD-ATC（yokoHama - Digital -ATC[15]）
  - リニア地下鉄初採用となる車上演算方式のデジタル方式ATC（地上機器・車上機器とも三菱電機製[16]）
- 最高速度：80 km/h[7]
- 車両基地：川和車両基地

## 運行形態
全列車各駅に停車し、一部列車を除いたほぼすべての列車が日吉駅 - 中山駅間を通しで運転する。区間運転は早朝に車庫のある川和町発中山行きが平日・休日共に2本、都筑ふれあいの丘発日吉行きが平日1本、センター北駅 - 日吉駅間の運転が平日1往復、川和町駅 - 中山駅間で入出庫の回送列車が多数設定されている。

### 2008年3月30日の開業ダイヤ
- 平日
  - 早朝・深夜：10 - 15分間隔
  - 朝ラッシュ時：4分20秒間隔
  - 日中：7分30秒間隔
  - 夕ラッシュ時：6分間隔
- 土曜・休日
  - 早朝、深夜：10 - 15分間隔
  - 上記以外：7分30秒間隔

### 2010年4月1日からのダイヤ
開業以来初めてのダイヤ改正の内容は、
- 朝ラッシュ時の増発
- センター北駅・センター南駅でのブルーラインとの接続改善
- 日吉駅での東急線との接続改善
- 毎週金曜日に運行されていた臨時最終列車の定期列車化
- 利用実態に合わせた減便・修正

である。同日にはブルーラインもあわせてダイヤ改正を行った。
- 平日
  - 早朝、深夜：10 - 15分間隔
  - 朝ラッシュ時：3分50秒間隔
  - 日中：7分30秒 - 10分間隔
  - 夕ラッシュ時：6分間隔（ラッシュのダイヤを1時間遅めに変更）
- 土曜・休日
  - 早朝、深夜：10 - 15分間隔
  - 朝間、夕間：6分 - 8分間隔
  - 日中：7分30秒→15分サイクル（その後、2011年4月1日のダイヤ改正で10分間隔に変更）

### 2011年5月1日からのダイヤ
当初は4月1日にダイヤ改正を予定していたが、3月11日に発生した東日本大震災の影響により、実施日を1か月延期した

### 2014年3月29日からのダイヤ
車両を2編成新造し、平日朝ラッシュを中心に列車の増発を実施した
- 初電時刻の繰り上げ、終電時刻の繰り下げ
- 平日朝ラッシュ時・夕ラッシュ時の増発

### 2018年3月17日からのダイヤ
- 平日朝ラッシュ時・夕ラッシュ時の増発[17]
- 日中時間帯の運転間隔を7分30秒（1時間あたり8本）に統一

### 2021年6月26日からのダイヤ
新型コロナウイルスの影響による利用実態の変化や夜間保守作業の作業時間確保のための改正である。平日ダイヤのみで、土休日ダイヤに変更はない。
- 終電の繰り上げ
- 利用実態に合わせた朝ラッシュ時の減便・修正
- 夕ラッシュ時の一部増発

### 2023年3月18日からのダイヤ
コロナ禍による利用客減少を踏まえたダイヤ改正を実施。
- 日中時間帯の運転間隔を10分（1時間あたり6本）に変更
- 平日の夜間時間帯で減便

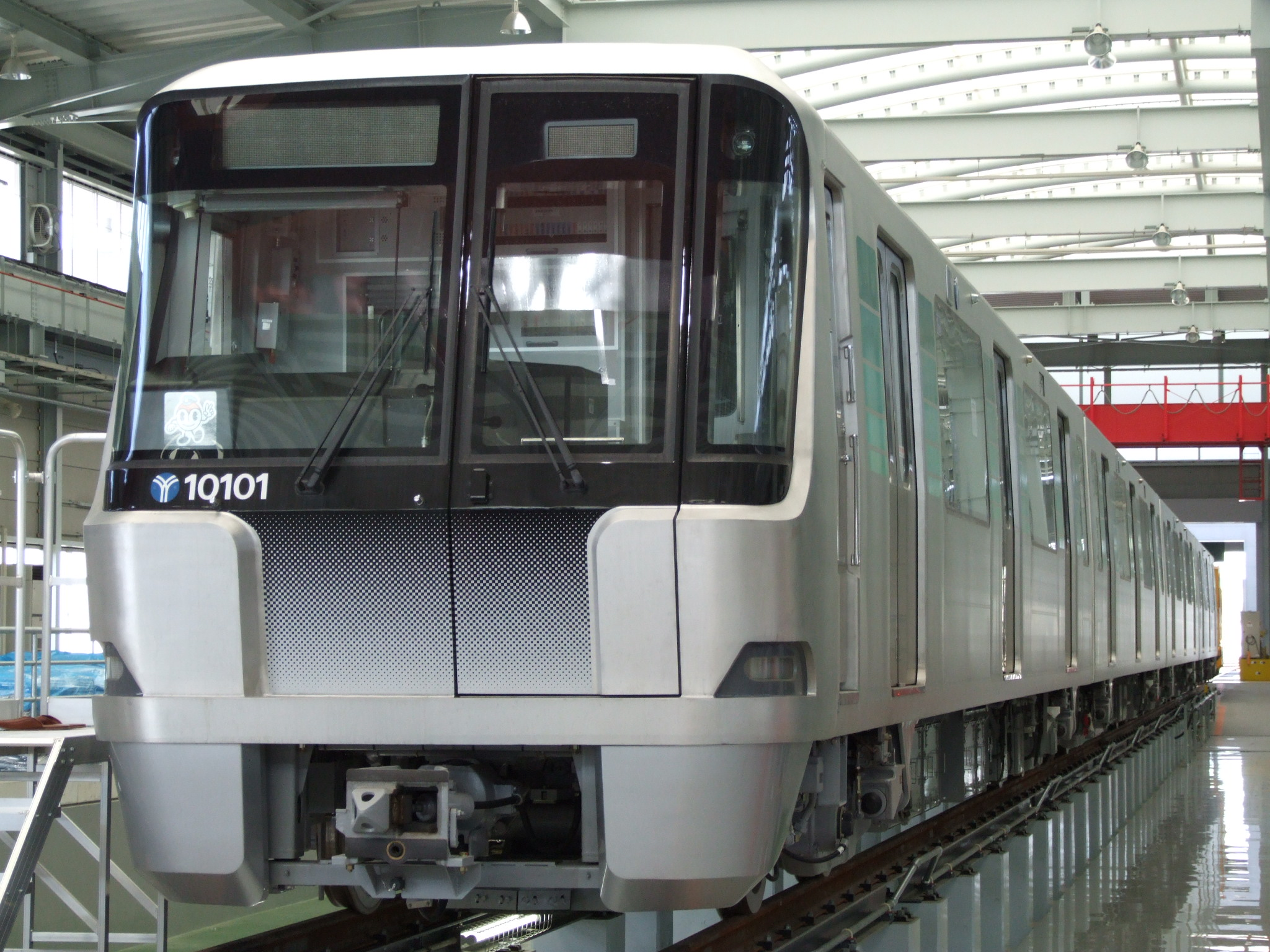
グリーンラインの車両である10000形 （2008年1月、川和車両基地）
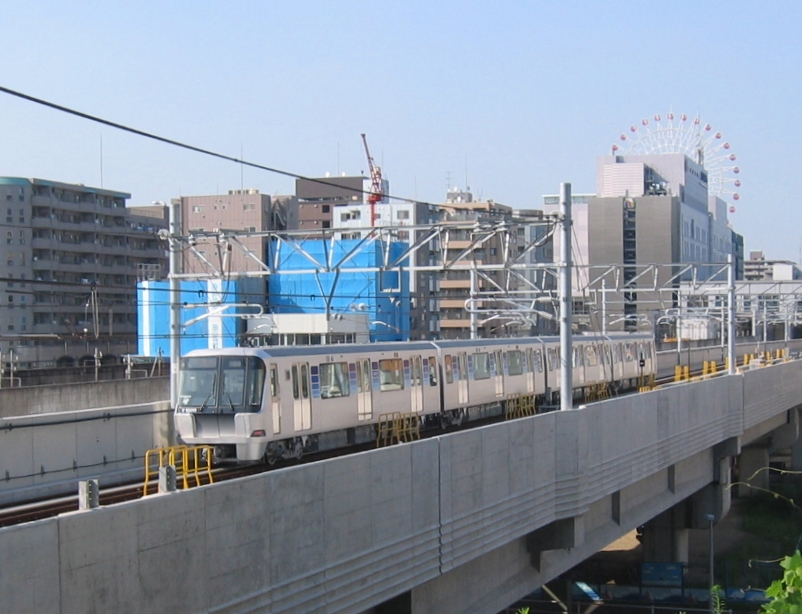
センター北 - センター南間の試運転（2006年7月）
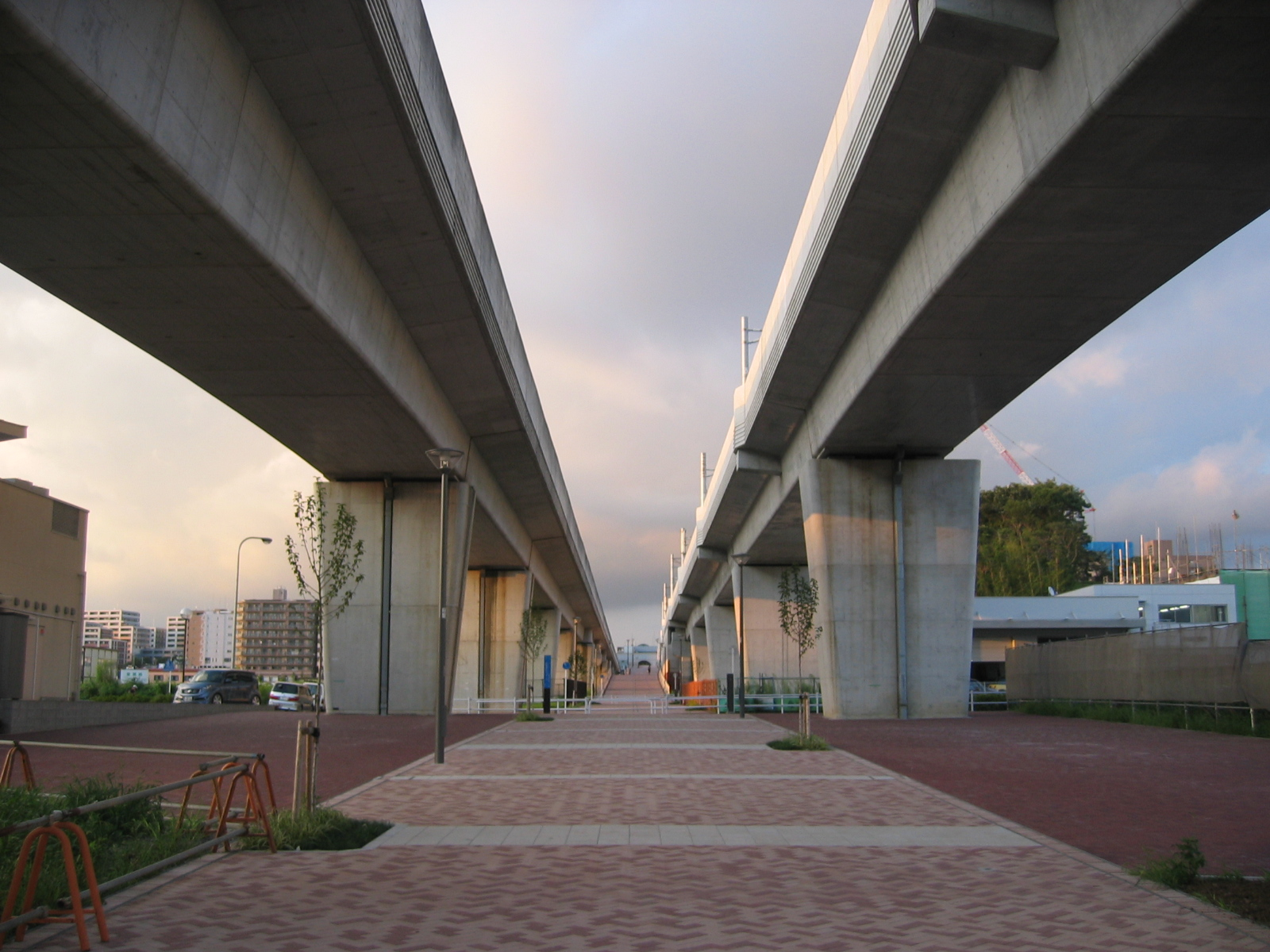
センター北 - センター南の並走区間。左がブルーラインで右がグリーンライン。下は遊歩道「みなきたウォーク」（2006年8月）
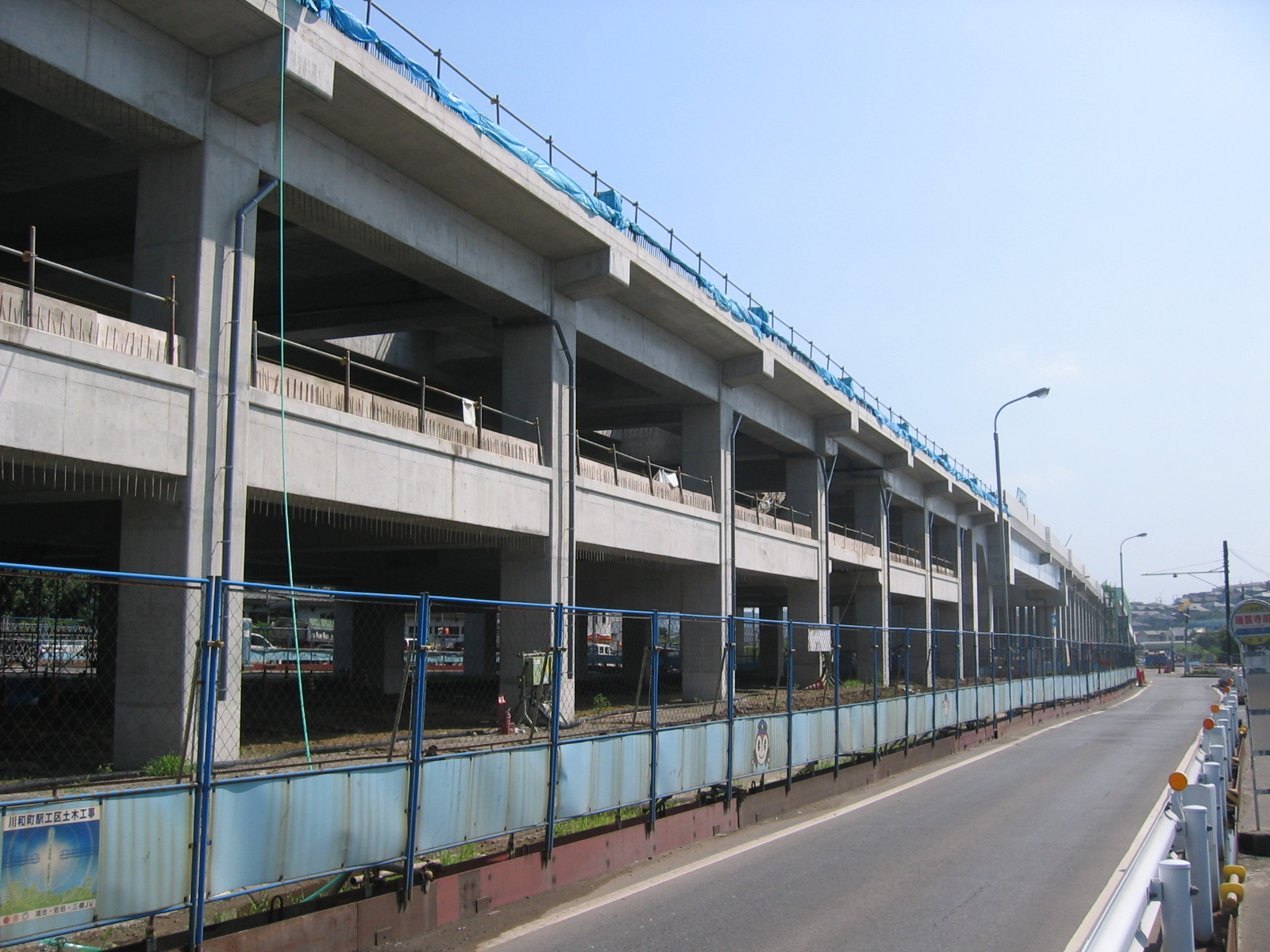
川和町駅建設予定地付近からの撮影（2006年7月）
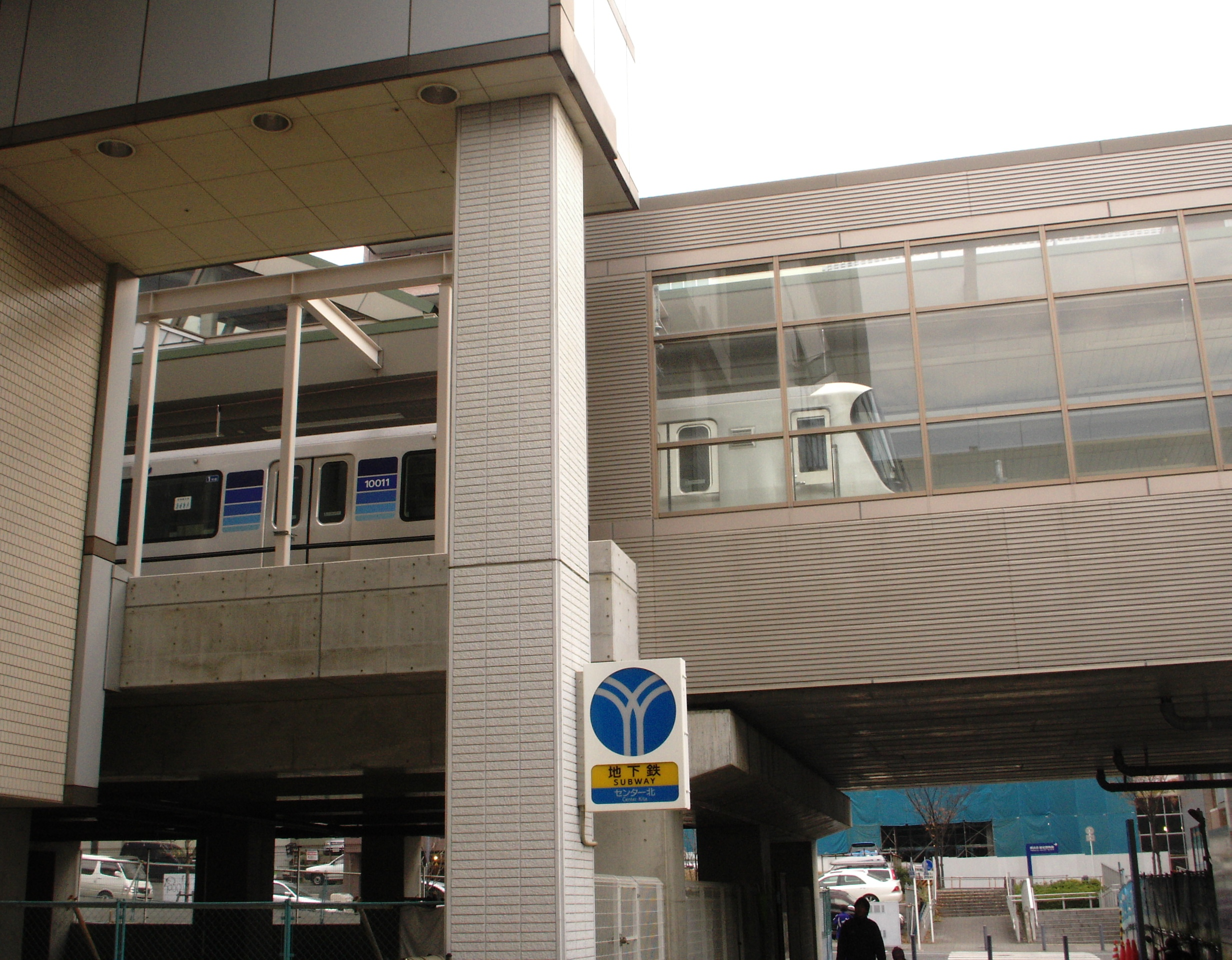
センター北駅に止まる試運転中の列車（2006年12月）

## 車両

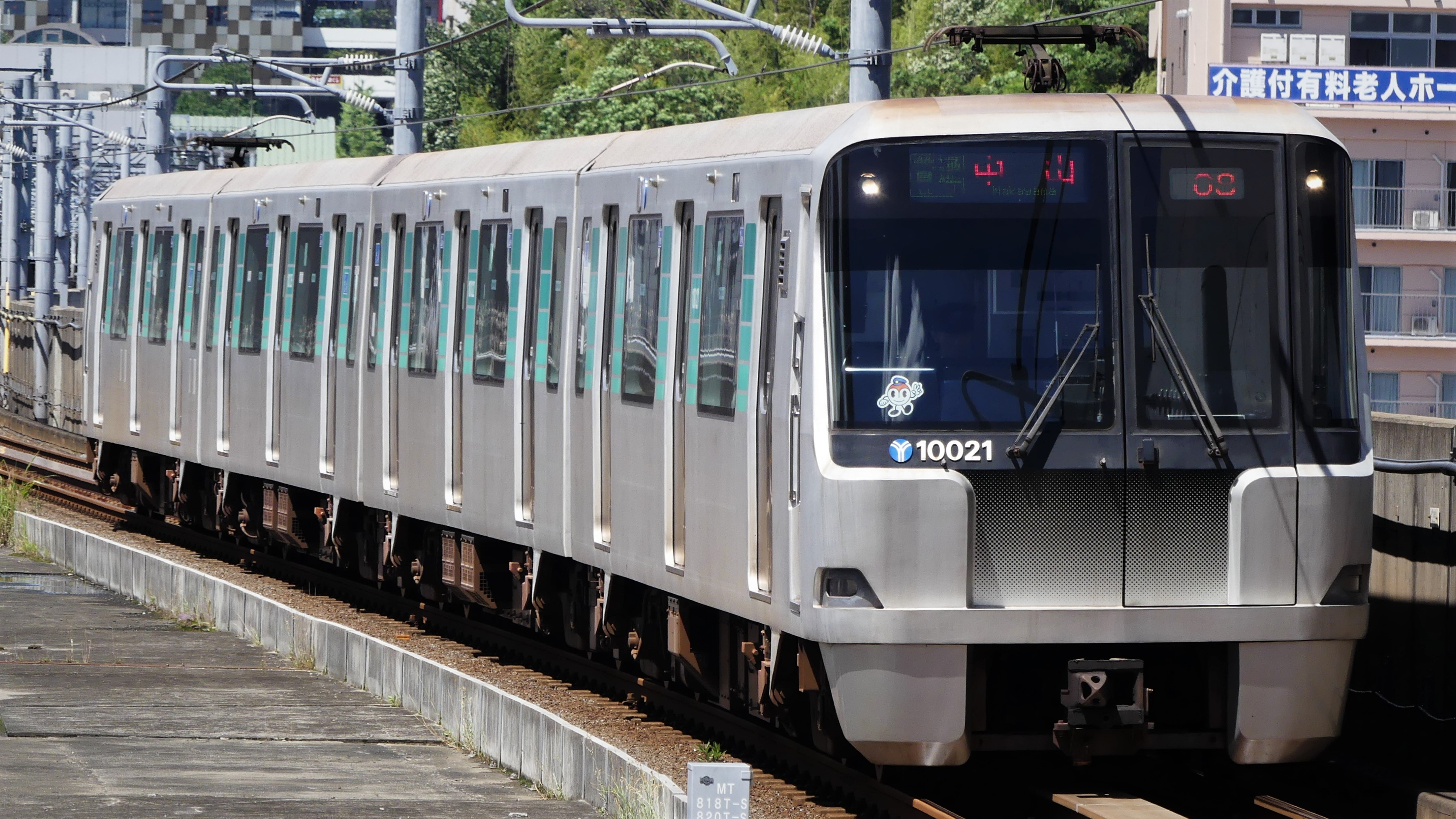
センター南駅に入線する10000形

- 10000形 - 開業時に4両編成15本の60両が導入された。2014年3月29日より増備車として、4両編成2本の8両が導入された。2022年9月24日より6両編成での運行を開始[広報 6][14][広報 7]。4両編成の車両番号は中央の2両を飛ばして（3・4号車を欠番として）ナンバリングされている。

## 利用状況
2021年（令和3年）度の朝ラッシュ時最混雑区間（日吉本町駅 → 日吉駅間）の混雑率は127 %である。2019年度までは公営地下鉄として最も混雑率が高く、開業以降輸送量は増加傾向が続いていた。
近年の輸送実績を下表に記す。表中、最高値を赤色で、最高値を記録した年度以降の最低値を青色で、最高値を記録した年度以前の最低値を緑色で表記している。
| 年度               | 最混雑区間（日吉本町 → 日吉間）輸送実績 | 最混雑区間（日吉本町 → 日吉間）輸送実績 | 最混雑区間（日吉本町 → 日吉間）輸送実績 | 最混雑区間（日吉本町 → 日吉間）輸送実績 | 特記事項                                                      |
| 年度               | 運転本数：本                            | 輸送力：人                              | 輸送量：人                              | 混雑率：%                               | 特記事項                                                      |
| ------------------ | --------------------------------------- | --------------------------------------- | --------------------------------------- | --------------------------------------- | ------------------------------------------------------------- |
| 2007年（平成19年） |                                         |                                         |                                         |                                         | 2008年3月30日、開業                                           |
| 2008年（平成20年） | 14                                      | 5,320                                   | 6,850                                   | 129                                     | 2008年6月22日、東急目黒線武蔵小杉 - 日吉間開業                |
| 2009年（平成21年） | 14                                      | 5,320                                   | 8,217                                   | 154                                     |                                                               |
| 2010年（平成22年） | 16                                      | 6,080                                   | 8,927                                   | 147                                     |                                                               |
| 2011年（平成23年） | 16                                      | 6,080                                   | 9,526                                   | 157                                     |                                                               |
| 2012年（平成24年） | 16                                      | 6,080                                   | 9,916                                   | 163                                     | 2013年3月16日、東急東横線が東京メトロ副都心線との直通運転開始 |
| 2013年（平成25年） | 16                                      | 6,080                                   | 10,392                                  | 171                                     |                                                               |
| 2014年（平成26年） | 18                                      | 6,840                                   | 10,447                                  | 153                                     |                                                               |
| 2015年（平成27年） | 18                                      | 6,840                                   | 10,607                                  | 155                                     |                                                               |
| 2016年（平成28年） | 18                                      | 6,840                                   | 11,179                                  | 163                                     |                                                               |
| 2017年（平成29年） | 18                                      | 6,840                                   | 11,452                                  | 167                                     |                                                               |
| 2018年（平成30年） | 19                                      | 7,220                                   | 11,625                                  | 161                                     |                                                               |
| 2019年（令和元年） | 19                                      | 7,220                                   | 11,747                                  | 163                                     |                                                               |
| 2020年（令和02年） | 19                                      | 7,220                                   | 7,864                                   | 109                                     |                                                               |
| 2021年（令和03年） | 18                                      | 6,840                                   | 8,718                                   | 127                                     |                                                               |

## 駅一覧
- 全駅神奈川県横浜市内に所在。

| 駅番号 | 駅名               | 略号       | ステーションカラー | ステーションカラー | 駅間キロ | 累計キロ | 接続路線                                                       | 高架／地下 | 所在地 |
| ------ | ------------------ | ---------- | ------------------ | ------------------ | -------- | -------- | -------------------------------------------------------------- | ---------- | ------ |
| G01    | 中山駅             | ナカヤマ   |                    | 青竹色             | -        | 0.0      | 東日本旅客鉄道： 横浜線 (JH 19)                                | 地下       | 緑区   |
| G02    | 川和町駅           | カワワ     |                    | 露草色             | 1.7      | 1.7      |                                                                | 高架       | 都筑区 |
| G03    | 都筑ふれあいの丘駅 | ツヅキ     |                    | 藤色               | 1.4      | 3.1      |                                                                | 地下       | 都筑区 |
| G04    | センター南駅       | ミナミ     |                    | 空色               | 1.7      | 4.8      | 横浜市営地下鉄： ブルーライン (B29)                            | 高架       | 都筑区 |
| G05    | センター北駅       | キタ       |                    | ベビーピンク       | 0.9      | 5.7      | 横浜市営地下鉄： ブルーライン (B30)                            | 高架       | 都筑区 |
| G06    | 北山田駅           | キタヤマ   |                    | とうもろこし色     | 1.7      | 7.4      |                                                                | 地下       | 都筑区 |
| G07    | 東山田駅           | ヒガシ     |                    | 黄櫨染             | 1.4      | 8.8      |                                                                | 地下       | 都筑区 |
| G08    | 高田駅             | タカタ     |                    | 黄水仙             | 1.5      | 10.3     |                                                                | 地下       | 港北区 |
| G09    | 日吉本町駅         | ホンチョウ |                    | 若葉色             | 1.3      | 11.6     |                                                                | 地下       | 港北区 |
| G10    | 日吉駅             | ヒヨシ     |                    | 薔薇色             | 1.4      | 13.0     | 東急電鉄： 東横線 (TY13)・ 目黒線 (MG13)・ 東急新横浜線 (SH03) | 地下       | 港北区 |

## デザイン

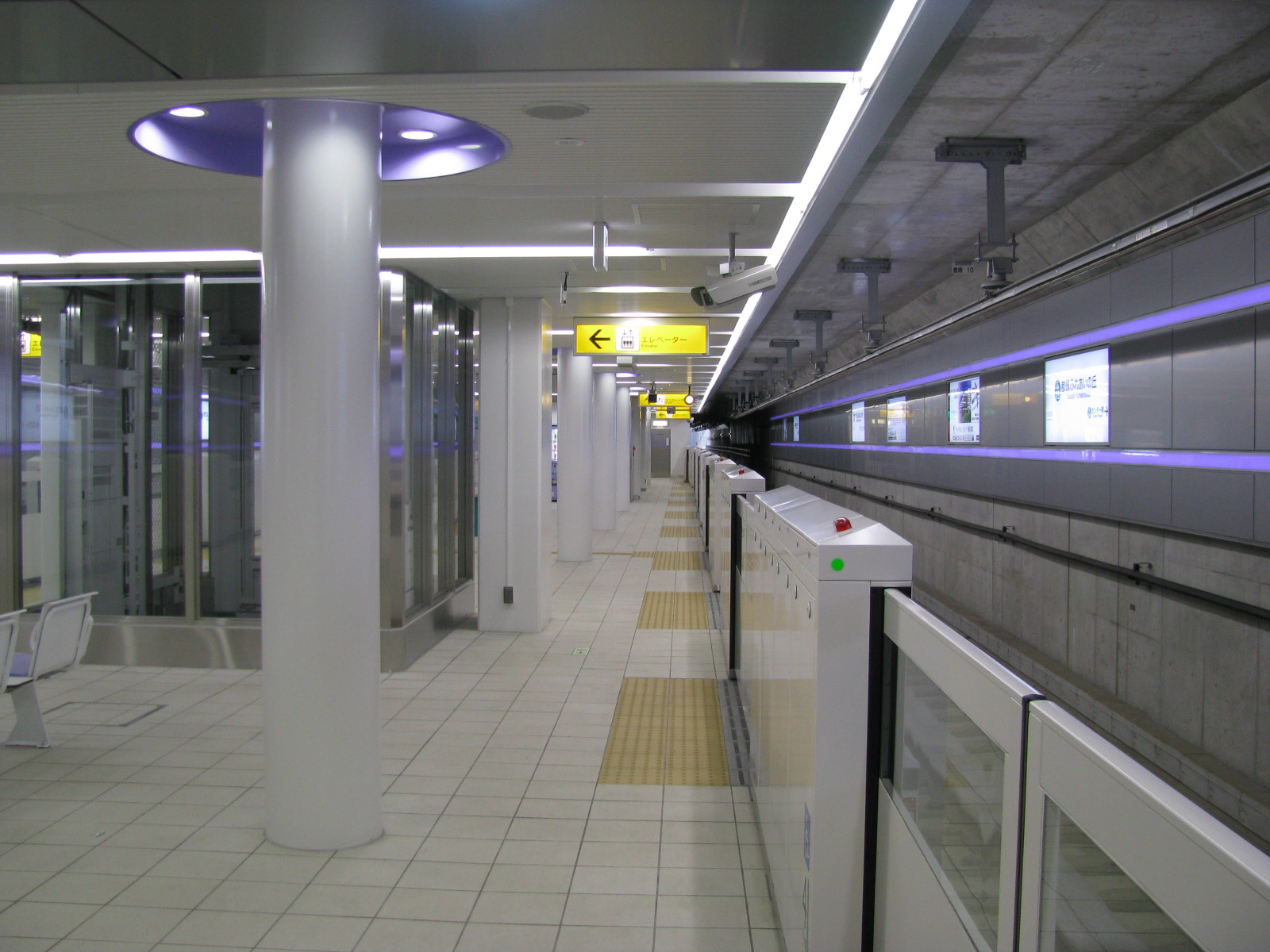
列車到着時のプラットフォーム（都筑ふれあいの丘駅）

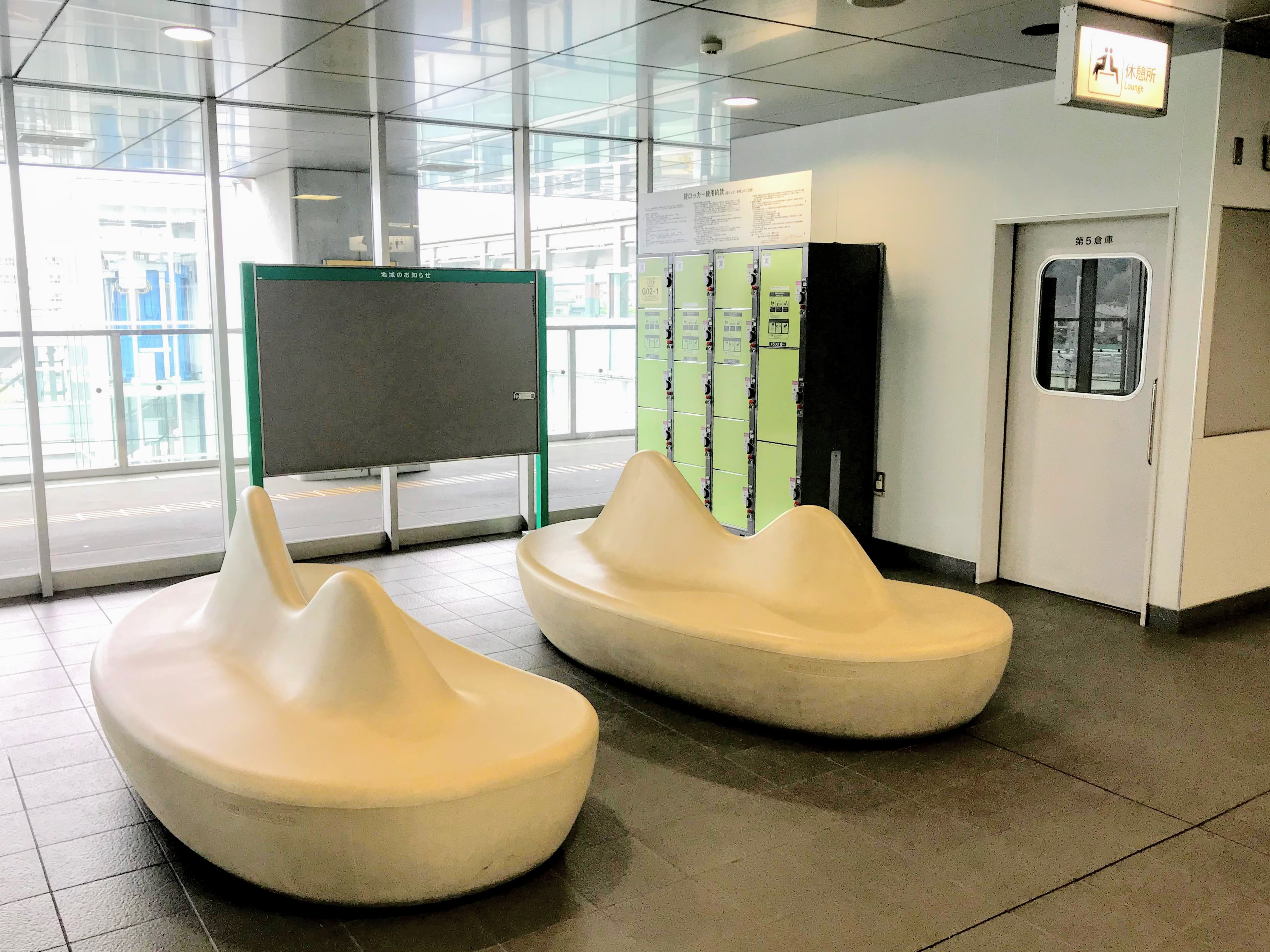
休憩スペース・展示スペースは駅ごとにデザイン・配置が異なる　右側の倉庫は授乳室予定地（川和町駅）

サインシステムはブルーラインとは趣が異なり、ブルーラインのものを簡素化しつつも「公共交通機関の車両等に関する移動等円滑化整備ガイドライン」（平成13年8月版、国土交通省）・カラーユニバーサルデザインを採用した、グリーンライン独自のものを制定。電照式サインの光源に積極的にLEDを採用し、主要部の案内は4か国語表記（日本語・英語・中国語・韓国語）にしている。
駅の内装は、バリエーションに富んだブルーラインとは異なり、内装材・デザインの共通化を行い簡素化されている。またブルーラインでは大半の駅に設置されているパブリックアートも、グリーンラインには設置されていない。これにより各駅の見分けがつきづらくなったため、DICカラーガイドの日本の伝統色を使ったステーションカラーを採用。プラットフォームの柱の天井部・ベンチ・壁の一部・自動販売機のラッピングなどで使用して、各駅の個性を表現している。またプラットフォームの壁には帯状のLEDが2本設置され、通常時はラインカラーの緑色に点灯、列車接近時は白地の上にラインカラーが流れるように点滅、列車到着時にはステーションカラーが点灯するようになっていた。しかし不具合・故障が多く、東日本大震災以降は全駅で使用が中止されており、その後、6両化工事に合わせて電光帯が撤去されステーションカラーの入ったパネルが設置されている。
コンコースは、全駅共通のコンセプトである「コミュニティひろば」を表現するために、全駅に休憩スペース・展示スペースが設けられ、また未設置ながらも授乳室の設置場所も用意されている。地上部の外観はブルーラインと同様にバリエーションに富んでおり、コスト削減とランドマーク性を両立した上で、ガラスを使用して光あふれた清潔感のあるオープンな駅に仕上げられている。またトイレはユニバーサルデザインを徹底し、多機能トイレを最低でも2カ所設置している。

## 延伸計画
本路線は1960年代より横浜市六大事業の一環として港北ニュータウンとともに構想されてきた高速鉄道事業であり、「横浜環状鉄道」の一部として日吉駅から鶴見駅、中山駅から二俣川駅・鶴ヶ峰駅・東戸塚駅・上大岡駅・根岸駅（さらにはみなとみらい線の元町・中華街駅）方面へ延伸する計画がある。
現在、横浜市内には郊外区拠点を環状型に連続して結ぶ基幹交通網に全線完成したものが無いため、グリーンライン延伸による市域一体化への期待は大きい。特に横浜市における主要な生活拠点（旧:副都心）とされる地域を接続する意味でも重要な路線である。なお横浜市の環状型の交通網としては唯一、都市計画道路の環状2号線が存在するが、これは既成市街地エリアの外周部を環状に結ぶ幹線道路であり、郊外部を環状型に結ぶ交通網は鉄道・幹線道路共に全線完成していない。
2014年に横浜市都市整備局が取りまとめた「横浜市における鉄道を軸とした交通体系について」では、沿線の人口動態、将来の需要規模、概算事業費について以下のようにの試算された。
|                       | 人口動態                                                               | 将来の需要規模                                             | 概要事業費       | 備考      |
| --------------------- | ---------------------------------------------------------------------- | ---------------------------------------------------------- | ---------------- | --------- |
| 日吉 - 鶴見間         | 沿線の夜間人口は増加傾向にあり、平成42年にかけて増加すると予想される。 | 36〜51千人／日となり、現在の相鉄いずみ野線と同規模と試算。 | 1,100〜1,300億円 | [ 注 18 ] |
| 中山 - 二俣川間       | 沿線の夜間人口は、平成42年にかけて減少すると予想される。               | 29〜34千人／日となり、現在のJR相模線と同規模と試算。       | 1,400〜1,500億円 | [ 注 19 ] |
| 元町・中華街 - 根岸間 | 沿線の夜間人口は、平成42年にかけて横ばいで推移すると予想される。       | 17〜19千人／日となり、現在の江ノ島電鉄と同規模と試算。     | 1,300〜1,400億円 | [ 注 20 ] |

2016年の交通政策審議会による「交通政策審議会答申第198号」では、「地域の成長に応じた鉄道ネットワークの充実に資するプロジェクト」として位置づけられ、課題として「事業性に課題があるため、横浜市等において事業性の確保に向けた取組等を進めた上で、事業計画について十分な検討が行われることを期待」との意見が付けられた。
横浜市の鉄道構想路線では、本路線よりも優先度が高い横浜市営地下鉄ブルーラインにおける新百合ヶ丘駅（川崎市麻生区）方面への延伸計画について、2019年1月に事業化への方針を固め2030年の開業を目指している。そのため、本路線延伸計画の本格調査と事業化が今後行われるとしても、ブルーライン延伸計画の整備着手（工事着工）の目処が立ってからである。横浜市では本路線の延伸計画について「長期的に取り組む路線」と位置づけている。